# Просек (станція метро)
50°07′09″ пн. ш. 14°29′55″ сх. д. / 50.11917° пн. ш. 14.49861° сх. д.
Просек (чеськ. Prosek) — станція Празького метрополітену. Розташована між станціями «Летняни» і «Стржижков». Була відкрита 8 травня 2008 року у складі пускової дільниці лінії C «Ладві» — «Летняни».
Конструкція станції — колонна чотирипрогінна мілкого закладення.

## Вестибюль
Вихід зі станції на вулиці Просецька, Височанська здійснюється через центр залу.